# Odagsen
Odagsen ist eine Ortschaft der Stadt Einbeck im südniedersächsischen Landkreis Northeim. Schon vor über fünf Jahrtausenden haben sich Menschen in der Jungsteinzeit im Bereich des heutigen Dorfes angesiedelt. Auf einem Acker wurden bei Grabungen mehrere Totenhütten freigelegt die zwischen 1981 und 1984 eingehend untersucht wurden.

## Geografie
Odagsen liegt 132 m ü.N.N. Die Geographische Lage ist 9° 52' Länge 51° 47' Breite. Das Klima wurde einst als ein durch milde Winter und kühle Sommer gekennzeichnetes sogenanntes Übergangsklima zwischen kontinental und maritim bezeichnet. Die normale Niederschlagsmenge bewegt sich zwischen 700 und 720 mm. Die Gemarkung Odagsen umfasst eine Gesamtfläche von 341,05 ha. Davon werden 296,99 ha. als Acker, Wiese und Weide genutzt; die restlichen 44,06 ha. verteilen sich auf Gebäudeflächen, Hofräume, Wege und Gewässer. Außerdem liegen noch 196,75 ha. Eigen- und Pachtland in den angrenzenden Gemarkungen. Der Boden besteht aus 80 % Lößlehm und zu 20 % aus schweren stark mit Ton durchsetztem Lehm. Dieser Boden ist eine gute Voraussetzung für den Rüben- und Weizenanbau. Wo der tonige Untergrund nach oben durchstößt - das ist zumeist in unmittelbarer Nähe des Dorfes der Fall -, liegt das flächenmäßig geringe Grünland.   Wie aus einigen Flurnamen (Eichengrund, Eichenfeld) hervorgeht, hat Odagsen auch einmal einen Wald gehabt. Er ist im Laufe der Jahrhunderte durch Rodung in Ackerland verwandelt worden.

## Geschichte
In Odagsen sind Siedlungen aus der jungstein- und eisenzeitlichen sowie germanischen Epoche und das Vorkommen eines 5000 Jahre alten Grabfeldes nachgewiesen. Schon vor über fünf Jahrtausenden haben sich Menschen in der Jungsteinzeit im Bereich des heutigen Dorfes angesiedelt. Auf einem Acker wurden bei Grabungen mehrere Totenhütten freigelegt die zwischen 1981 und 1984 eingehend untersucht wurden.
Das Dorf Odagsen ist nach Aufzeichnungen aus der hiesigen Kirchenchronik schon in der Zeit Karls des Großen gegründet. Odagsen wird das erste Mal erwähnt in den Urkunden des Klosters Corvey für den Bereich der Jahre 826 – 876. Dabei wird Odagsen als „Osdageshusen“ bzw. „Osdageshusun“ bezeichnet. Dieser Name beinhaltet die Bezeichnung eines belehnten Adeligen des Grafen Osdag. Graf Osdag, ein Sohn des Stifters des Klosters Amelungsborn, siedelte sich hier an und errichtete in der Nähe einer verfallenen Holzkapelle eine Ansiedlung, bestehend aus einem einzigen Hofgebäude und nannte es „Osdageshusen“. Die Bezeichnung „husen“ bedeutet im Niederdeutschen etwa „bei den Höfen“. Die Holzkapelle erbaute der Mönch Pancratius im neunten Jahrhundert. Anstelle dieser alten Holzkapelle wurde 1183 die erste steinerne Kirche erbaut.
In einer Urkunde von 1241 wird erwähnt das Land in Osdagessen (alter Name für Odagsen) dem Kloster Amelungsborn verkauft hat. Das zum jetzigen Willeschen Hof gehörige Land wird darin als »Kloster Amelungsbornsches Land« bezeichnet. Es wird angenommen, dass der „Willesche Hof“ der erste und älteste Hof in Odagsen ist. Weitere Anwesen siedelten sich später an, die dem Stift St. Alexandra zinsverpflichtet waren.
Später wurden Höfe zu anderen verschiedenen Klöstern zinsverpflichtet. So zahlte der Hof Wille ans Kloster Fredelsloh, der Hof Illemann an Kloster Amelungsborn, die Höfe Warnecke und Heise an St. Alexandri.
Um diesen alten Stamm der größeren Höfe haben sich dann nach und nach die sogenannten Groß- und Kleinköthner gereiht. Über die Köthnerhöfe sind keine Aufzeichnungen vorhanden. Am 5. Mai 1807 brach im Hirtenhaus ein Brand aus, der binnen weniger Stunden 12 Wohnhäuser und 8 Nebengebäude in Asche legte.
Auf Grund dieses Brandes veränderte sich das Dorfbild. Man baute weit auseinander und verbreiterte Straßen, um zu verhüten, dass bei weiteren Brandausbrüchen die Gefahr einer Ausbreitung nicht gegeben werden konnte.
Die Nachrichten aus der Zeit des Dreißigjährigen Kriegs besagen, dass dieser Krieg auch in der hiesigen Gemeinde schreckliche Verwüstungen angerichtet hat. Im Jahre 1627 ist der ganze Ort, nur mit Ausnahme der Kirche und des Pfarrhauses, niedergebrannt. Der damalige Pastor, Johannes Möhle, musste am 26. Juli 1627 aus Odagsen fliehen. Er ist jedoch später zurückgekehrt und im Jahre 1640 in Odagsen gestorben. Im Jahre 1628 hatte man eine ungewöhnlich große und verheerende Mäuseplage, so dass man bei der Ernte nicht einmal die Einsaat wiederbekam. Im Jahre 1641 sind von den Kirchenländereien keinerlei Pachten aufgekommen, weil, wie es wörtlich heißt, »die Soldaten bei der Belagerung von Einbeck alles verderbet hatten.«
In den Kirchenbüchern sind nach diesem Krieg sehr niedrige Bevölkerungszahlen angeben. Im Jahre 1700 hatte das ganze Kirchspiel (Odagsen, Edemissen und Immensen) nur gegen 600 Einwohner. Das heute noch stehende Pfarrhaus wurde im Jahre 1711 zu Einbeck gebaut.
Im Jahre 1758, während des Siebenjährigen Krieges, sind in der Gemeinde 55 Personen gestorben. Welche Seuche damals das Kirchspiel heimsuchte, wird nicht gesagt. Zudem mussten im Jahre 1760 drei Viertel aller Pachtgefälle erlassen werden, was auf die bestehenden Kriegsnöte gedeutet werden kann. 30 Jahre später berichtet der Pastor Lauenstein (1785 bis 1791), dass damals die furchtbare Seuche der Blattern in der Gemeinde umgegangen ist. Es starben damals in Odagsen und Immensen 13 Kinder.
1804 wurde Odagsen von den Franzosen besetzt. Zwei Jahre lang trug Odagsen die Lasten der französischen Einquartierung.
Im Jahre 1857 wurde im Kirchspiel mit der Verkoppelung begonnen, und nach fünf Jahren, am 1. September 1862 beendet.
Mit der Einführung der Standesämter 1872/73 musste Odagsen bis zum 1. Oktober 1874 mit der Einrichtung warten. Der erste Standesbeamte war der Bauermeister Warnecke.
An dem für die Gefallenen des Ersten Weltkrieges 1921 errichteten Ehrenmal vor der Kirche stehen die Namen von 22 Gefallenen und Vermissten. Aus dem Zweiten Weltkrieg kehrten allein von der einheimischen Bevölkerung 24 Teilnehmer nicht zurück. Bei der Einnahme durch die Amerikaner am 10. April 1945 geriet das Dorf infolge des Beschusses an 5 Stellen in Brand.

## Politik

### Ortsrat
Der Ortsrat von Odagsen setzt sich aus fünf Ratsmitgliedern zusammen:
- Wgem. Odagsen: 5 Sitze

(Stand: Kommunalwahl 2021)

### Ortsbürgermeister
Die Ortsbürgermeisterin ist Charlene Genz (WG).

### Gebietsreform
Bevor die endgültige Gebietsreform im Jahre 1974 eingeführt wurde, fand für Odagsen die Eingliederung schon am 1. Februar 1971 zur Stadt Einbeck statt.

### Wappen
| Wappen von Odagsen | Blasonierung: „Auf rotem Grund ein romanisches Blattwerk ausgefülltes, gleichschenkliges goldenes Kreuz auf einem goldenen Schaft aus Flechtwerk. Links und rechts daneben befinden sich zwei mit lilienförmigen Spitzen versehene goldene Flechtwerkstäbe, die je auf einem von einer Ranke verzierten Halbkreis stehen.“ |
| Wappen von Odagsen | Wappenbegründung: Das Wappenbild der Gemeinde Odagsen nimmt Bezug auf das Tympanon in der alten Dorfkirche des Ortes, das den Wappensymbolen sehr ähnelt. |

## Einwohner
Die Einwohnerzahl hat sich von 1911 mit 365 und heute mit ca. 350 Personen nicht wesentlich verändert. In der Nachkriegszeit erhöhte sich durch Zustrom von Ausgebombten und Heimatvertriebenen die Anzahl auf nahezu 750 Personen.

## Landwirtschaft
Waren es vor und kurz nach dem Kriege noch 70 % der Bewohner in der Landwirtschaft beschäftigt, so nahm dieser Anteil ab, wie im gleichen Tempo die Industrialisierung zunahm. Heute sind es nur noch 8 landwirtschaftliche Betriebe, die mit der Familie, im Nebenerwerb oder auch in Betriebsgemeinschaften den Hof unterhalten.

## Religion
Im Jahre 1413 wurde die Kirche zur selbständigen Pfarrstelle erhoben und 1476 erfolgte die Einverleibung in das Stift St. Alexandri zu Einbeck. Von 1413 bis heute haben mindestens 37 Geistliche die Pfarrstelle verwaltet. Wittekindus Schale (1542 bis 1564) führte die Reformation in Odagsen ein. 1750–1752 wurde dann die alte Kirche abgerissen und die jetzige Kirche gebaut. Die Dörfer Immensen und Edemissen gehören zum hiesigen Kirchspiel. Ab 1. November 1997 hat zum ersten Mal die Odagser Kirche keinen ortsansässigen Pastor. Seit dem Jahr 2011 gehört Odagsen zur Kirchengemeinde Iber-Odagsen die durch den Zusammenschluss der Kirchengemeinde Iber und der Kirchengemeinde Odagsen entstanden ist. Sie umfasst die sieben Dörfer Buensen, Dörrigsen, Edemissen, Iber, Immensen, Odagsen und Strodthagen.

## Kultur und Sehenswürdigkeiten

### Historische, kulturelle Denkmäler
Anstelle einer alten Holzkapelle wurde 1183 wie bereits erwähnt die erste steinerne Kirche erbaut. Von dieser ersten Kirche zeugt nur noch ein alter Steinerner Torbogen, der in der heutigen Kirche eingebaut wird, das sogenannte bereits erwähnte „Tympanon“. Ein vorhandenes geschichtliches Naturdenkmal ist die Luther-Eiche am Dorfausgang zu Immensen. Sie wurde am 10. November 1883 anlässlich der 400. Wiederkehr des Geburtstages Martin Luthers gepflanzt. Eine Linde, die anlässlich nach dem Frankfurter Friedensschluss (1871) und die Eiche, die anlässlich der 100-Jahr-Feier der Völkerschlacht bei Leipzig gepflanzt wurden, sind eingegangen. In der Kirche befinden sich als weitere Sehenswürdigkeiten eine Meyer-Orgel aus den Jahren 1860/1862, die 2017/18 aufwändig restauriert worden ist, sowie ein ca. 300 Jahre alter Taufengel.

### Odagser Mühle
Die Odagser Mühle war früher eine herrschaftliche vom Amte Rotenkirchen konzessionierte Erbenzinsmühle, die nur den bäuerlichen Bedarf an Mahlerzeugnissen von Odagsen bearbeiten durfte. Sie wurde durch einen künstlich angelegten Stau der Rebbe angetrieben. Das Mahlwerk wurde durch das gestaute Wasser des Baches der Rebbe getrieben, da die Wasserkraft der Rebbe an sich zu schwach war.

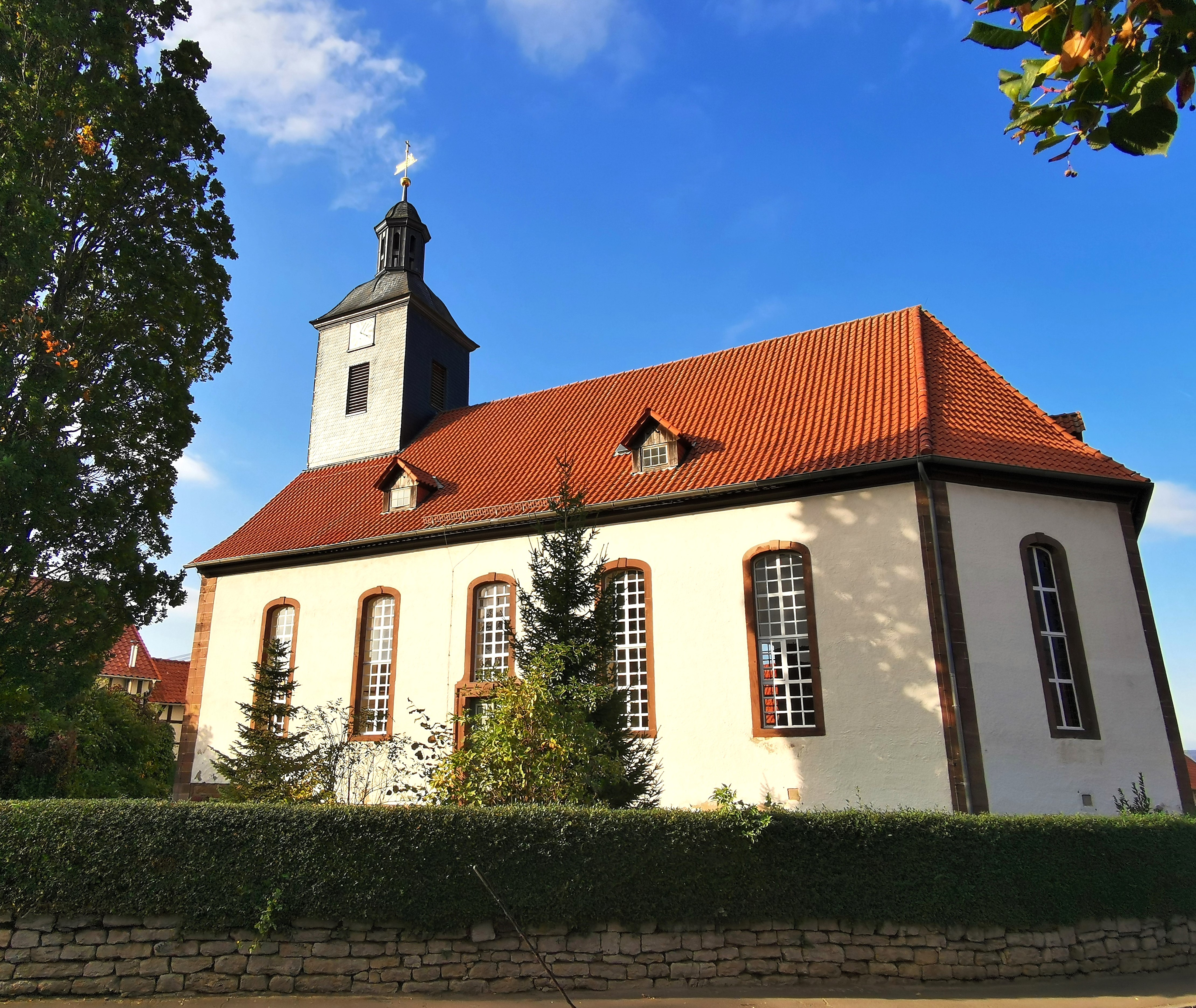
Pankratiuskirche
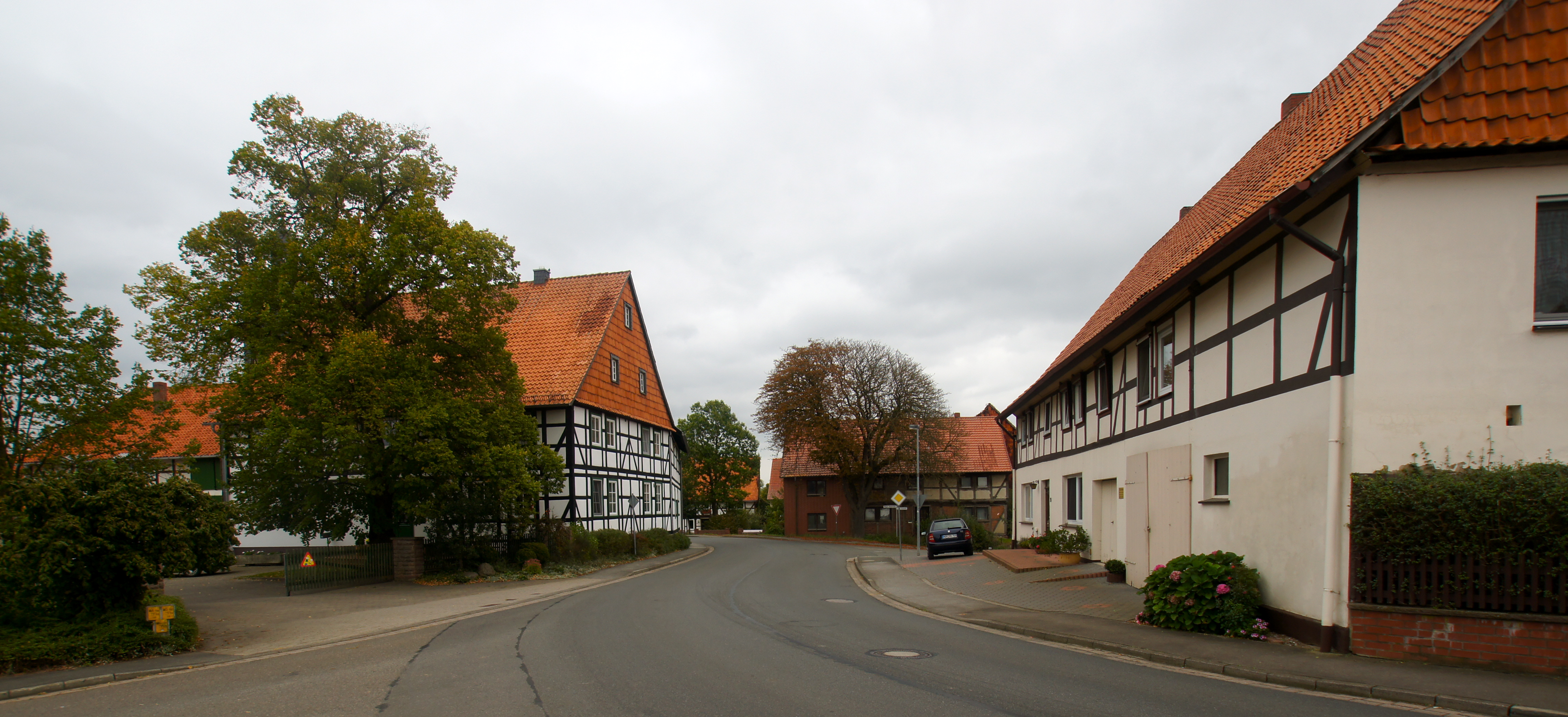
Dorfansicht
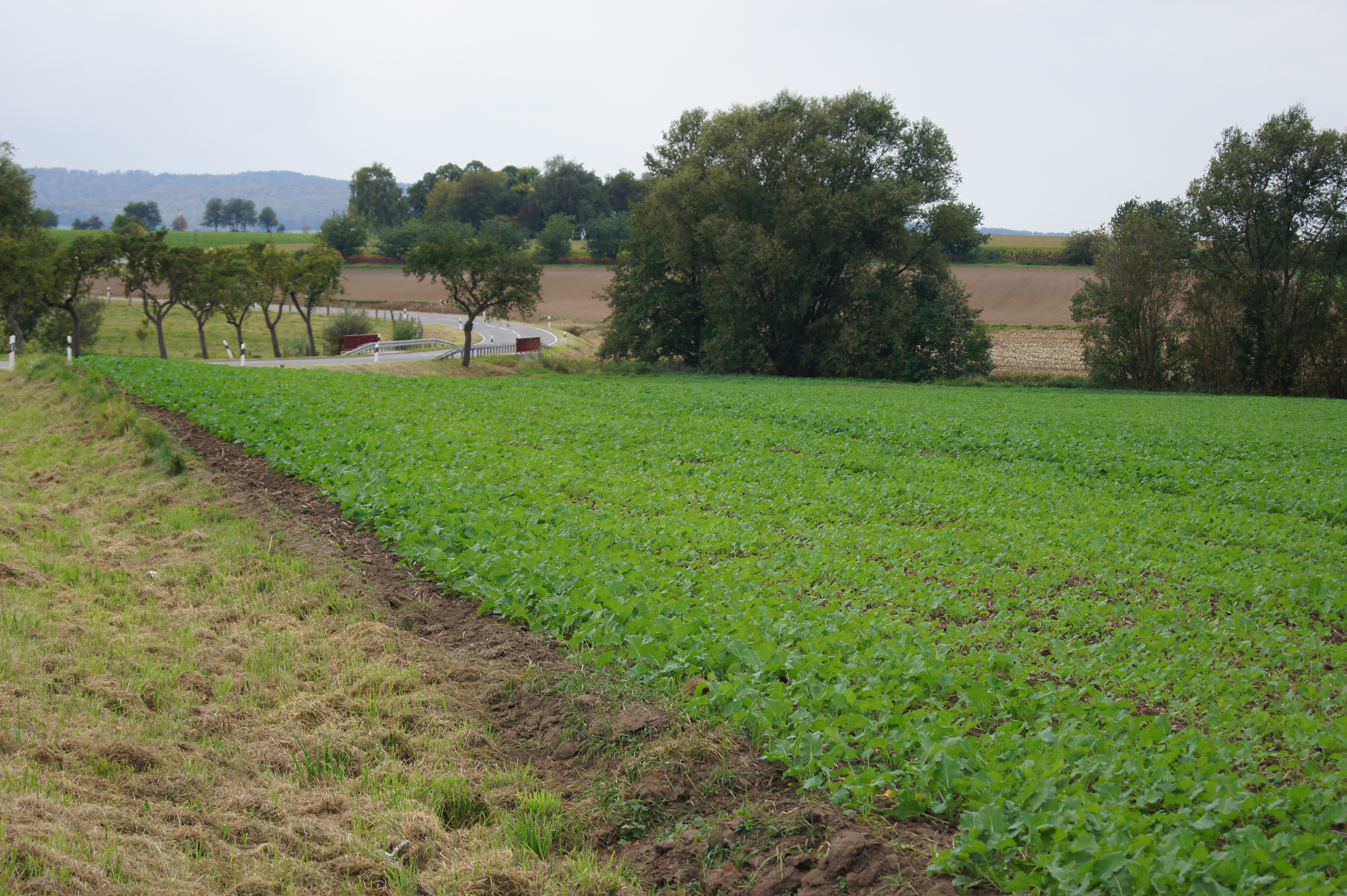
Das Rebbetal
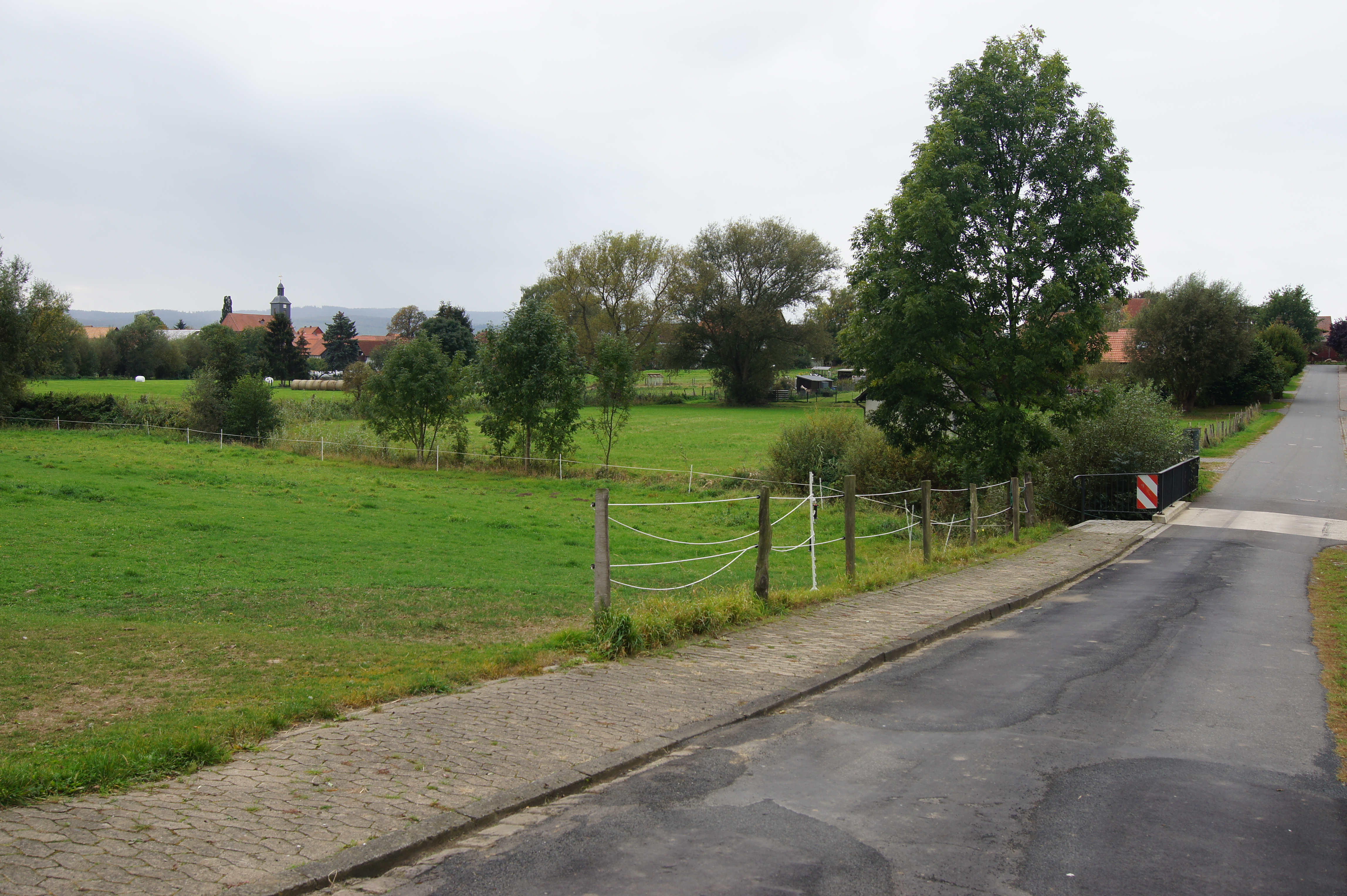
Die Aue und die Pankratiuskirche auf dem Hintergrund

## Infrastruktur

### Forstgenossenschaft
Mit neun weiteren Gemeinden gehört Odagsen mit der Holzberechtigung zu der Forstgenossenschaft Landmannsholz im Grubenhagener Forst. Aus dem damaligen Forstregister geht hervor, dass die Berechtigten ohne Gegenleistung wie Anweisegebühren, Pflanz- und andere Kulturdienste das Holz schlagen konnte. Heute sind die Bauern Grundeigentümer und stehen unter dem Gemeindeforstgesetz.

### Schule
Die Schule wird in der Kirchenchronik 1607 erwähnt und 1714 das erste Schulhaus gebaut, was aber gleichzeitig Wohnung und Wirtschaftsraum vom Lehrer war. Eine Erweiterung des Schulgebäudes erfolgte 1834 und wurde bis 1950 benutzt. Die Schülerzahl erhöhte sich ständig, so dass ein Zweischicht-unterricht, vormittags die Großen, nachmittags die Kleinen, erfolgte. Dieses war eine Notlösung bis 1950. Dann sah sich die Gemeinde gezwungen, ein neues Schulgebäude zu bauen. Die Grundsteinlegung fand 1949 statt und der Unterricht konnte dann 1950 in drei getrennten Klassen durchgeführt werden. Durch sinkende Schülerzahlen kam dann auch für die Odagser Schule zum 31. Juli 1974 das „Aus“ und die Schüler der Grundschule fuhren zur Schule nach Drüber und die anderen Schüler zu den weiterführenden Schulen nach Einbeck. Danach wurde das Schulgebäude zum Dorfgemeinschaftshaus umgestaltet.

### Sporthalle
Die Sporthalle konnte als Anbau an das Dorfgemeinschaftshaus Anfang der 1980er Jahre gebaut werden. Im unteren Bereich der Sporthalle liegt der Spielplatz, Garagen mit einem Zeltvordach und der Grillhütte gliedern sich an. Seit 1990 steht in unmittelbarer Nähe der alten Schule das Feuerwehrhaus, da die bisherige Garage den Anforderungen der heutigen Technik nicht mehr entsprach.

## Versorgung
Die Trinkwasserversorgung erfolgte durch hauseigenen oder Gemeindebrunnen bis Ende der 50er Jahre. Odagsen war nicht an der sogenannten Vorkriegsversorgung angeschlossen.
Im Jahre 1965 kam es zur Gründung des Wasserbeschaffungsverband „Landmannsholz“ und gleichzeitig zur Lieferung von Trinkwasser aus den Brunnen in der Dörrigser Gemarkung „Landmannsholz“. Dieser Verband wurde 1990 aufgelöst. Da weitere Ortschaften dazukamen reichte die Wassermenge ab 1965 nicht mehr aus, auch andere Gründe wurden genannt, und die Stadt Einbeck lieferte nun gemischtes Wasser nach Odagsen.
Anfangs dieses Jahrhunderts kam im Zuge der Elektrizitätsbeschaffung Einbecks die elektrische Stromversorgung nach hier und der Energieträger „Gas“ wurde 1996 installiert, nachdem sich über 50 % der Haushalte hierfür ausgesprochen hatten.

## Örtliche Vereine
- DRK - Ortsverein Odagsen
- MGV „Deutsches Lied Odagsen“
- Turn- und Sportverein Odagsen e. V.
- Freiwillige Feuerwehr Odagsen